# Herbita pacondiaria
Herbita pacondiaria är en fjärilsart som beskrevs av Jones 1912. Herbita pacondiaria ingår i släktet Herbita och familjen mätare. Inga underarter finns listade i Catalogue of Life.